# Манчестер
Ма́нчестер (англ. Manchester) — головне місто Північної Англії, а також так званого північно-західного району Англії.
Манчестер — центральне місто урбаністичної території, знаної як Великий Манчестер. Населення Манчестера становить 545 500 осіб. Населення Великого Манчестера становить 2 702 209
Мегаполіс є третім за кількістю населення у Великої Британії, а також другим після Лондона британським центром культури та мистецтва.
Місто розташоване поблизу західного схилу Пеннін, на річці Ірвелл.
Значення його як важливого транспортного вузла посилилося наприкінці XIX століття, з відкриттям Манчестерського каналу, що перетворив місто на великий морський порт. Біля причалів порту й уздовж залізниць розташовані індустріальні райони.
У Манчестері знаходиться найбільший університет Сполученого Королівства. В Манчестерському університеті навчається понад 30 000 студентів.

## Історія міста
Манчестер, перша згадка про який датується X століттям, виник на місці кельтського поселення Мансеніон (Mancenion) і римського укріпленого табору Манкуніум (Mancunium), заснованого в 79 році для захисту переправи через річку Медлок. Неодноразово перебудовувався в I–II століттях. У V столітті центр поселення перемістився до злиття річок Ірк і Ірвелл. У VI–IX століттях Манчестер входив до складу англосаксонських королівств Мерсія і Нортумбрія. Близько 870 року захоплений вікінгами. Близько 920 року за наказом англійського короля Едуарда Старшого, що правив у 899–924 роках, Манчестер відновлений як укріплений центр (бург). З 1182 року входить до складу графства Ланкашир.
З XIV століття, після переселення до Манчестера фламандських ткачів, розвивався як центр текстильного виробництва і торгівлі вовняними та лляними тканинами (до початку XIV століття отримав право на проведення ярмарків). У XVII столітті Манчестер — один з центрів пуританства, у ході Англійської громадянської війни XVII століття — оплот прихильників парламенту.
З XVII століття почався випуск тканин з використанням американського бавовни. Манчестер став головним центром збуту текстилю для міст Ланкашира. У 1729 році відкрилася товарна біржа. У 1736 році, після днопоглиблювальних робіт на річках Ірвелл і Мерсі, Манчестер отримав доступ по воді до морських причалів в естуарії річки Мерсі, у 1761 році каналом Бріджвотер — до вугільних шахт Ворзлі.
В середні віки Манчестер — торгове і ремісниче поселення. Швидке зростання міста починається з середини XVIII століття у зв'язку з промисловим переворотом (у 1773 — 22 тисячі жителів, в 1821 — 126 тисяч жителів). У 1851 році населення Манчестера разом з передмістями перевищило 1 мільйон.
У XIX столітті Манчестер став найбільшим у світі центром бавовняної промисловості. У 30-40-х роках XIX століття у Манчестері розгорнулася пропаганда вільної торгівлі — фритредерства (звідси пішла назва фритредерів — «манчестерці»), який став центром її прихильників.
Манчестер спеціалізувався на кінцевих стадіях бавовняного виробництва, а також торгівлі та зберіганні продукції, виробництві текстильного обладнання. У 1832 році Манчестер отримав представництво в парламенті, в 1838 році — статус міста (англ. municipal borough). З 1847 року центр англіканського дієцезії. З 2-ї половини XIX століття у бавовняній промисловості спостерігався спад, проте галузь залишалася найважливішою в міській економіці до початку XX століття. Виникають нові галузі — машинобудування, хімічна індустрія, отримала розвиток транспортна інфраструктура: розширилася мережа каналів; збудовано першу в світі міжміську пасажирську залізницю, що сполучила Манчестер із Ліверпулем (1830); запроваджено телефонний зв'язок (1878); стали до ладу Манчестерський судноплавний канал і морської порт (1894).
Перша світова війна завдала потужного удару по економіці міста. Негативні тенденції посилилися в міжвоєнні роки, особливо в період світової економічної кризи 1929–1933 років. В ході Другої світової війни Манчестер був важливим центром військової промисловості (виробництво бойових літаків, авіадвигунів, боєприпасів). В ході Битви за Англію 1940–1941 років неодноразово піддавався бомбардуванням (особливо запеклими були авіанальоти у період з 22 до 24 грудня 1940 року, так званий «Манчестер-бліц» чи «Різдвяний бліц»).
У повоєнний Великий Манчестер зберіг провідні позиції в бавовняній промисловості і текстильному машинобудуванні країни; одночасно розвивалися електротехнічна та електронна, харчова, паперова та поліграфічна промисловість, авіабудування.
У 1974 році Манчестер було виділено зі складу графства Ланкашир в окреме міське графство Великий Манчестер.

## Неофіційні назви
- Друге місто
- Столиця півночі
- «Cottonopolis» (дослівно Бавовняне місто)
- «Madchester» (гра слів від (англ. Manchester) та (англ. mad)- скажений, — скажений-честер)

## Клімат
| Клімат Манчестера       | Клімат Манчестера | Клімат Манчестера | Клімат Манчестера | Клімат Манчестера | Клімат Манчестера | Клімат Манчестера | Клімат Манчестера | Клімат Манчестера | Клімат Манчестера | Клімат Манчестера | Клімат Манчестера | Клімат Манчестера | Клімат Манчестера |
| Показник                | Січ.              | Лют.              | Бер.              | Квіт.             | Трав.             | Черв.             | Лип.              | Серп.             | Вер.              | Жовт.             | Лист.             | Груд.             | Рік               |
| Середній максимум, °C   | 6,4               | 6,6               | 8,9               | 11,6              | 15,3              | 18,2              | 19,6              | 19,5              | 17,0              | 13,7              | 9,1               | 7,1               | 12,8              |
| Середня температура, °C | 3,8               | 3,9               | 5,7               | 7,9               | 11,3              | 14,2              | 15,8              | 15,7              | 13,5              | 10,6              | 6,3               | 4,5               | 9,4               |
| Середній мінімум, °C    | 1,3               | 1,2               | 2,5               | 4,3               | 7,3               | 10,2              | 12,0              | 11,9              | 10,0              | 7,5               | 3,6               | 2,0               | 6,2               |
| Норма опадів, мм        | 69                | 50                | 61                | 51                | 61                | 67                | 65                | 79                | 74                | 77                | 78                | 78                | 810               |
| ----------------------- | ----------------- | ----------------- | ----------------- | ----------------- | ----------------- | ----------------- | ----------------- | ----------------- | ----------------- | ----------------- | ----------------- | ----------------- | ----------------- |
| Джерело: World Climate  |                   |                   |                   |                   |                   |                   |                   |                   |                   |                   |                   |                   |                   |

Існує стара англійська приказка: «В Манчестері завжди йде дощ, а в Лідсі і Бредфорді завжди світить сонце».

## Архітектура

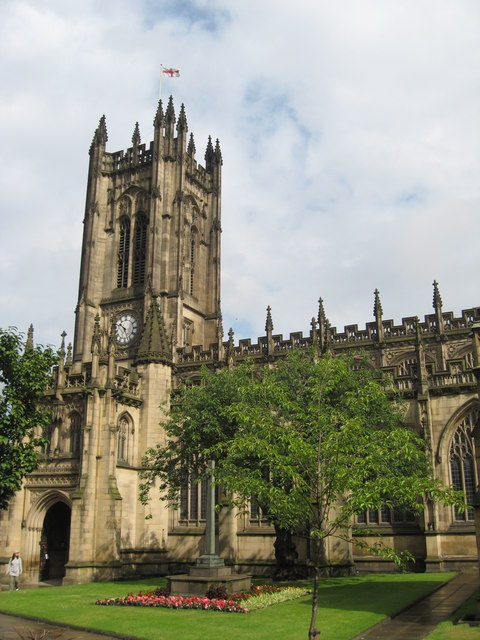
Манчестерський собор

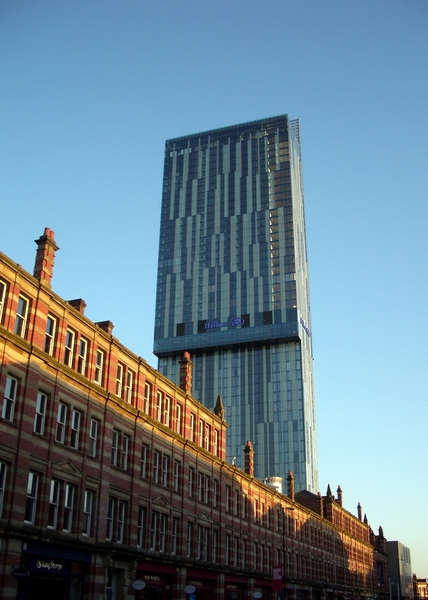
Beetham Tower, найвища будівля міста

Манчестер — місто різних архітектурних стилів, починаючи з вікторіанської до сучасної архітектури. Раннє будівництво у місті характеризувалося широким використанням червоної цегли.
Більша частина будинків у місті завдячує своїм виглядом тому, що Манчестер був глобальним центром з торгівлі бавовною. Одразу за межами безпосереднього центру міста є велика кількість колишніх бавовняних фабрик, деякі з яких залишаються практично незмінними, оскільки одразу після свого закриття, багато з них були перепрофільовані у багатоквартирні будинки і службові приміщення.
Міська ратуша на Альберт-сквер, що збудована в неоготичному стилі, вважається однією з найважливіших будівель вікторіанської Англії. Будівля використовується у кінематографі як заміна Вестмінстерського палацу, фільмування в якому заборонене.
Манчестер також має безліч хмарочосів, побудованих у 1960-х і 1970-х роках, найвищим з яких є CIS Tower, розташований поруч зі станцією «Manchester Victoria». Beetham Tower, який завершили 2006 року, є прикладом нового сплеску в багатоповерховому будівництві і має у своєму складі готель Hilton, ресторан, і квартири. На момент завершення будівництва, вона була найвищою будівлею у Великій Британії за межами Лондона. Хоча навіть ще вищу будівлю, вежу Пікаділлі, почали будувати біля станції «Манчестер Пікаділлі» (Manchester Piccadilly station — eng) на початку 2008 року. Green Building, навпроти автовокзалу Оксфорд, є новаторським екологічним проектом житлового будівництва, один з небагатьох у Великій Британії.
Хітон парк на півночі міста, є одним з найбільших муніципальних парків у Європі, що охоплює 610 акрів (250 га). Всього ж у місті 135 парків, садів і відкритих територій. Два великих майдани вміщують багато відомих Манчестерських пам'ятників.
На площі Альберт-Сквер (Albert Square) знаходиться пам'ятник принцу Альберту, єпископу Джеймсу Фрейзеру, Оліверу Гейвуду, Вільяму Гладстону і Джону Брайту. Площа Сади Піккаділлі (Piccadilly Gardens) має пам'ятники, присвячені королеві Вікторії, Роберту Пілю, Джеймсу Ватту і герцогу Веллінгтону. Пам'ятник невідомому солдату на площі Святого Петра, зведений Едвіном Лутінсом, є основою Манчестерського меморіалу загиблим на війні.
Меморіал Алана Тюрінга у Саквільському парку зведений як визнання його ролі батька сучасних комп'ютерів. Статуя Авраама Лінкольна на однойменній площі Лінкольна була подарована місту мешканцем Цинциннаті, штат Огайо, Чарльзом Тафтом Фелпсом та його дружиною, щоб відзначити ту роль, яку зіграв Ланкашир у бавовняному дефіциті і громадянській війні 1861–1865 років.
Також ще однією пам'яткою є літак Конкорд, який експонується біля Манчестерського аеропорту.

## Транспорт
- Manchester Metrolink

## Освіта

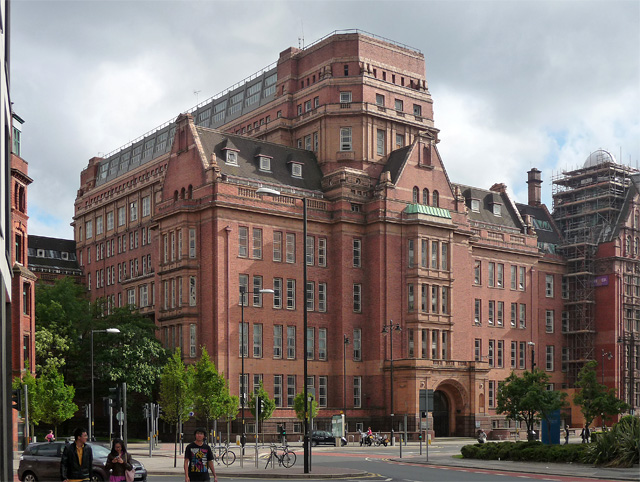
Корпус Інституту науки і технології Манчестерського університету

У Манчестері існує велика мережа освітніх установ, що включає понад 170 загальноосвітніх шкіл різних напрямів і форматів — від сучасних багатонаціональних державних установ до класичних шкіл, історія яких може налічувати декілька століть.
Найвідоміший з усіх вищих закладів освіти Манчестера — це Манчестерський університет, який зберігає багату наукову спадщину. Серед випускників і співробітників університету — 25 нобелівських лавреатів. Університет виник за рахунок об'єднання Університету Вікторії та Інституту науки і техніки. Останній з'явився ще в 1824 році, коли міські промисловці і підприємці вирішили відкрити навчальний заклад з метою навчання робітників основам природознавства. Університет Вікторії же був створений в 1851 році як коледж Оуенса: успішний текстильник Джон Оуенс заповів велику суму грошей на його будівництво. У 1880 році коледж отримав королівський патент і став першим в Англії цивільним навчальним закладом. Після більш ніж столітньої спільної наукової роботи дві вищі освітні установи остаточно об'єдналися 22 жовтня 2004 року, перетворившись в єдиний університет.
Крім цього, у Манчестері розташовується Міський університет Манчестера — найбільший у Великій Британії за площею, що займає, і один з найпопулярніших серед абітурієнтів країни. Тут навчаються близько 37 000 студентів. Історія цього навчального закладу починається у 1824 році з появою Інституту механіків. Протягом наступного століття декілька шкіл вищої освіти і коледжів були приєднані до інституту. У 1970 році він став політехнічним, а у 1992 році набув статусу університету.

## Спорт
Манчестер відомий футбольними клубами — Манчестер Сіті та Манчестер Юнайтед.

## Відомі уродженці
- Еммелін Панкгерст (1858—1928) — англійська політична діячка і лідер британського суфражистського руху;
- Девід Ллойд Джордж (1863—1945) — державний і політичний діяч Великої Британії, лідер ліберальної партії, прем'єр-міністр (1916—1922);
- Артур Гарден (1865—1940) — англійський біохімік, Нобелівський лауреат з хімії
- Джонні Морріс (1923—2011) — англійський футболіст
- Девід Ворнер (* 1941) — англійський актор
- Крістофер Пріст (*1943) — англійський письменник-фантаст;
- Бернард Гілл (*1944) — британський актор кіно, театру і телебачення.
- Марк Рідер (* 1958) — британський музикант і музичний продюсер.